# 메테인 하이드레이트

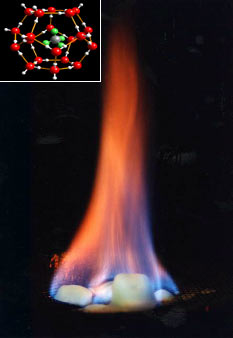
메테인 하이드레이트 출처: 미국 지질조사국.

메테인 하이드레이트(methane hydrate, methane clathrate)는 많은 양의 메테인이 결정 구조의 물 안에 갇혀 있고 얼음과 비슷한 고체를 형성하는 고체 클라스레이트 화합물이다.

## 특성
가스 하이드레이트는 천연가스가 저온, 고압하에서 물분자와 결합돼 형성된 고체물질이다. 생성조건은 0℃의 26기압, 10℃에서 76기압 정도로 알려져 있다. 메테인이 90%이상을 차지하고 있어 '메테인 하이드레이트(Methane Hydrate)'라고도 하며, Dry Ice(드라이 아이스)와 유사한 외관 및 특성을 보여 '불타는 얼음(Burning Ice)'이라고도 불린다.

## 세계 분포
1996년 미국지질조사국이 발표한 메테인 하이드레이트의 분포도는 다음과 같다.
메테인 하이드레이트가 있는 장소는 육지에서 고위도 지역의 툰드라 지하, 바다에서는 수심이 깊은 해역에서 해저 아래 수 백m 깊이의 사층(沙層)이다. 이것은 메테인 하이드레이트가 생기기 위한 온도, 압력 조건 이외에, 사층에서는 가스가 이동하기 쉽고 충분한 메테인이 모이는 것에 기인한다. 대한민국의 독도나 캐나다 북서지역의 매킨지 델타(Mackenzie delta)에서 얻어진 샘플로부터 이와 같이 추정되고 있다.
일본 주변에서는 대륙판 하강에 의한 지각 변동이 밀접하게 관련하고 있다. 지진이나 화산을 일으키는 원이기도 한 판(板) 하강에, 일본 주변 해약에서 급주한 하천으로부터 공급되는 퇴적물을 직접 하강면의 경계에 공급한다. 육지로부터 공급되는 퇴적물에는 유기물이 포함된다. 판 침하에 수반하는 지각 변형의 결과, 투수성(透水性)이 높은 지층 중에서 단층에 따라 퇴적물로부터 물이 짜내져, 그 물과 함께 메테인도 이동하고 표층의 지각에 밀도 높게 고인다. 이 경우 많은 메테인이 미생물을 만든다고 생각하고 있다. 수백m 이하의 해저면은 메테인 하이드레이트의 안정적 존재 영역이며, 일본 주변 해역에서는 해저 저면에 하이드레이트의 분포가 확인되고 있다. 수심이 400 m를 넘는 심해에서는, 해저면으로부터 아래의 퇴적물 중에 메테인 하이드레이트가 안정한 상태로 채워지고 있다. 그러나 지하로 깊어짐에 따라 압력은 증가하지만, 지온이 상승하는 효과가 압력의 효과를 상쇄하여 어느 심도보다 깊은 데에서는 메테인 하이드레이트가 존재할 수 없게 된다. 이 경계보다 위의 퇴적물 등에 메테인이 충분히 존재하는 경우에는 메테인 하이드레이트가 포함되고 아래의 퇴적물에는 메테인과 물이 분리해서 포함된다

## 매장량
이를 천연가스로 환산할 때 지구에는 총 250조m3에 달하는 양이 매장되어 있는 것으로 추정되며, 일본 주위의 바다에만 연간 천연가스 소비량의 100배에 달하는 6조m3가 매장되어 있는 것으로 추정된다. 뿐만 아니라 한반도 해역에도 울릉도·독도 주변 등을 포함해 천연가스의 최소 20배 이상, 최대 수백 배에 이르는 엄청난 양이 매장된 것으로 알려지고 있다.
1995년 미국 플로리다 앞바다에서 함유율 2%의 메테인 하이드레이트가 확인된 뒤, 일본 시즈오카현[靜岡縣] 앞바다에서도 20%의 메테인 하이드레이트를 함유한 해저지층이 확인되었는데, 이는 2001년까지 확인된 것 가운데 세계 최고의 양질을 자랑한다. 그리고 현재 독도 근처에 약 150조원에 달하는 양의 메테인 하이드레이트가 묻혀 있다고 한다.

## 경제성
2004년 현재 기술수준으로는 국제유가가 55달러 이상으로 올라야 경제성이 있는 것으로 평가된다.
2013년 현재 개발비용은 100만BTU(British thermal units, 영국의 열량 단위)당 30달러 전후로 일본의 LNG 수입가격의 2배 수준이다. 생산 규모가 커지고 기술 혁신이 이뤄지면 이를 15.8달러 수준까지 낮출 수 있을 것으로 예상된다.
2013년 현재 생산비용은 미국에서 생산이 증가하고 있는 셰일 가스의 17배에 이른다. 가스전에 비해 메테인 하이드레이트에서 가스를 채취하는 효율은 10분의 1 정도로 이러한 비효율성도 문제로 지적받고 있다.

## 같이 보기
- 가스 하이드레이트